# Tensai Ōji no Akaji Kokka Saisei Jutsu
Tensai Ōji no Akaji Kokka Saisei Jutsu ~Sō da, Baikoku Shiyō~ (天才王子の赤字国家再生術〜そうだ、売国しよう〜?   lit. «La guía del príncipe genio para sacar a una nación de sus deudas, sí, vendamos el país») es una serie de novelas ligeras japonesas escritas por Toru Toba e ilustradas por fal_maro. SB Creative ha lanzado ocho volúmenes desde mayo de 2018 bajo su sello GA Bunko. Una adaptación al manga con arte de Emuda ha sido serializada en la revista en línea Manga UP! de Square Enix desde octubre de 2019. Una serie de anime producida por Yokohama Animation Laboratory se estrenó el 11 de enero de 2022.

## Argumento
En el extremo norte del continente de Varno se encuentra el pequeño reino de Natra. Desde que el rey Owen colapsó debido a una enfermedad, el trabajo de gobernar el país recae en el extremadamente competente hijo de Owen, el príncipe heredero, ahora príncipe regente, Wein Salema Arbalest. Junto a su bella y capaz ayudante, Ninym Ralei, Wein defiende la imagen de un príncipe genio que lidera la nación con mano de hierro. Sin embargo, detrás de escena, Wein lamenta constantemente el destino que se le ha impuesto, esperando en silencio una oportunidad para cometer traición, vender su país de origen y escapar de sus deberes.

## Personajes
Wein Salema Arbalest (ウェイン Uein?)
 Seiyū: Sōma Saitō, Tommy Rojas (español latino)
El protagonista, el príncipe Wein, es el heredero extremadamente capaz de la línea real del reino de Natra. Es alabado como un genio y amado por los ciudadanos de su país. Sin embargo, debajo de su fachada principesca se encuentra una actitud traidora de querer ignorar todos sus deberes tanto como sea posible, lo que normalmente termina con el dolor que le inflige su ayudante, Ninym.
Ninym Ralei (ニニム・ラーレイ Ninimu Rārei?)
 Seiyū: Rie Takahashi, Mildred Barrera (español latino)
Falanya Elk Arbalest (フラーニャ・エルク・アルバレスト Furānya Eruku Arubaresuto?)
 Seiyū: Sayaka Senbongi, Bonnie Miuller (español latino)
La hermana menor del príncipe Wein, la princesa Falanya, estudia política con la esperanza de poder en algún momento ayudar a su hermano mayor a pesar de creer que su hermano mayor no tiene faltas que ella pueda llenar.
Lowellmina Earthworld (ロウェルミナ・アースワルド Rouerumina Asuwarudo?)
 Seiyū: Nao Tōyama, Marisol Hamed (español latino)
Fyshe Blundell
 Seiyū: Yōko Hikasa, Angélica Villa (español latino)
Gruyere Solgest (グリュエール・ソルジェスト Guryuēru Sorujesuto?)
 Seiyū: Akio Ōtsuka, Erick Selim (español latino)
Torcheila Solgest (トルチェイラ・ソルジェスト Torucheira Sorujesuto?)
 Seiyū: Rie Kugimiya
Gobernador (ゼノ?)
 Seiyū: Yuki Nakashima

## Contenido de la obra

### Anime
Se anunció una adaptación a serie de anime durante una transmisión en vivo para el evento "GA Fes 2021" el 31 de enero de 2021. La serie es producida por NBCUniversal Entertainment Japan y animada por Yokohama Animation Laboratory, con dirección de Makoto Tamagawa, Xin Ya Cai como asistente de dirección, guiones de Deko Akao, diseño de personajes de Ryūnosuke Ōji y música de Toshihiko Sahashi. El tema de apertura, "Level", es interpretado por Nagi Yanagi en colaboración con The Sixth Lie, mientras que el tema de cierre, "Hitori to Kimi to", es interpretado por Yoshino Nanjō. La serie se estrenó el 11 de enero de 2022 en Tokyo MX, BS NTV y AT-X. Funimation obtuvo la licencia de la serie fuera de Asia. Tras la adquisición de Crunchyroll por parte de Sony, la serie se trasladó a Crunchyroll obteniendo la licencia de la serie fuera de Asia. Muse Communication obtuvo la licencia de la serie en el sur y sureste de Asia; y está disponible para ver en iQiyi.
El 2 de enero de 2022, Funimation anunció que la serie recibió un doblaje en español latino, que se estrenó el 1 de febrero. Tras la adquisición de Crunchyroll por parte de Sony, el doblaje se trasladó a Crunchyroll.